# ザブト制
ザブト制とは、ムガル帝国で行われた徴税制度。ザブト制度、ザブティ制などとも表記される。

## 概要
スール朝のシェール・シャーが行った徴税制度が土台となっており、ムガル帝国のアクバルによって整備された。領土の検地を行い、生産能力に応じて土地を4つの等級に分けた。その上で、平均生産高を算出してその3分の1を税として銭納させた。（スール朝の時代は、土地は3等級に分けられ、納税は物納だった。）この制度はムガル帝国の中心地やグジャラートなどで実施された。16世紀後半には、「カローリー」と称される役人が各地に派遣され、より精緻な検地と徴税が図られた。ただし、ムガル帝国の税制は複合的であり、この制度だけで全土が支配されたわけではない。